# Sandro Giordano
Sandro Giordano (Roma, 6 ottobre 1972) è un attore e fotografo italiano.

## Biografia
Attivo nel cinema e nella televisione. Sul grande schermo, nel 1996, recita nel film di Dario Argento La sindrome di Stendhal. Nel 2004 è nel cast di L'amore è eterno finché dura, diretto da Carlo Verdone. Successivamente recita in altri lungometraggi, tra i quali Gas e Ce n'è per tutti, entrambi di Luciano Melchionna.
In televisione ha recitato in serie trasmesse su Canale 5 quali Rita da Cascia (2005), Questa è la mia terra (2006) e Il generale Dalla Chiesa (2007).
Affianca all'attività di attore quella di fotografo. Da ottobre 2013 si dedica totalmente al progetto fotografico In extremis, corpi senza pentimento, uno scenario contemporaneo e dai colori vivaci che traduce in chiave visiva la fragilità umana. Di questo ciclo ha fatto molto discutere la foto Mea maxima culpa, che ritrae un prelato riverso su un divanetto con una sostanza bianca tra le mani, circondato da giornali con foto di uomini nudi: l’intento di Giordano è sensibilizzare l’opinione pubblica rispetto al tema della pedofilia nella Chiesa cattolica. 
A partire dal 12 novembre 2017, per un totale di 8 puntate, è andato in onda su Rai 5 Ghost Town, documentari nei quali Giordano ha condotto il telespettatore alla scoperta di altrettante città fantasma.

## Filmografia

### Cinema
- La sindrome di Stendhal, regia di Dario Argento (1996)
- Dead train, regia di Davide Marengo (1997) - cortometraggio
- Commedia sexy, regia di Claudio Bigagli (2001)
- L'amore è eterno finché dura, regia di Carlo Verdone (2004)
- Gas, regia di Luciano Melchionna (2005)
- Gli eroi di Podrute, regia di Mauro Curreri (2006)
- Ce n'è per tutti, regia di Luciano Melchionna (2009)

### Televisione
- Un medico in famiglia (1999) - episodio 1x39
- Casa famiglia (2001)
- Rita da Cascia, regia di Giorgio Capitani (2004)
- Il maresciallo Rocca (2005) - episodio 5x04
- Questa è la mia terra, regia di Raffaele Mertes (2006) - otto episodi
- Il generale Dalla Chiesa, regia di Giorgio Capitani (2007)
- R.I.S. 5 - Delitti imperfetti, regia di Fabio Tagliavia - serie TV, episodio 5x12 (2009)
- 30, Please!, regia di Valentina De Amicis (2010)
- Solo per amore (2013) - episodio 1x03
- Ghost Town (2017) - programma televisivo
- The Dark Side (2019) - programma televisivo